# 时乐濛
时乐濛（1915年12月10日—2008年6月16日），男，河南伊川人，中国作曲家，曾任中国音乐家协会副主席、中国轻音乐学会主席、解放军艺术学院副院长、总政歌舞团团长等职。

## 生平
1915年12月10日，时乐濛出生于河南伊川。1928年，入开封师范学校艺术科学习音乐。1935年，在郑州任小学和中学音乐教师。
1938年，到延安，11月入陕北公学学习。1939年2月，进入鲁迅艺术学院音乐系，师从冼星海学习指挥和作曲。1940年，留校从事音乐教学、创作和指挥工作。1944年后，在部队从事文化工作。
中华人民共和国建立后先后担任过中国人民解放军总政治部文工团艺术指导、总政歌舞团团长、解放军艺术学院副院长等职。
1979年，被选为中国音乐家协会第三届副主席。1980年，任《歌曲》月刊主编。1985年，被选为中国音乐家协会第四届副主席。
2000年，获得“金钟奖·终身荣誉勋章”。
2008年6月16日15点15分，在北京逝世，享年93岁。

## 备注
1. ↑  其姓名受汉字简化影响也写作“时乐蒙”